# Sokolovská (ulice v Praze)
Sokolovská je ulice v Praze. Spojuje Nové Město, přesněji oblast Florence, s Karlínem, Libní a Vysočany.

## Historie a pojmenování

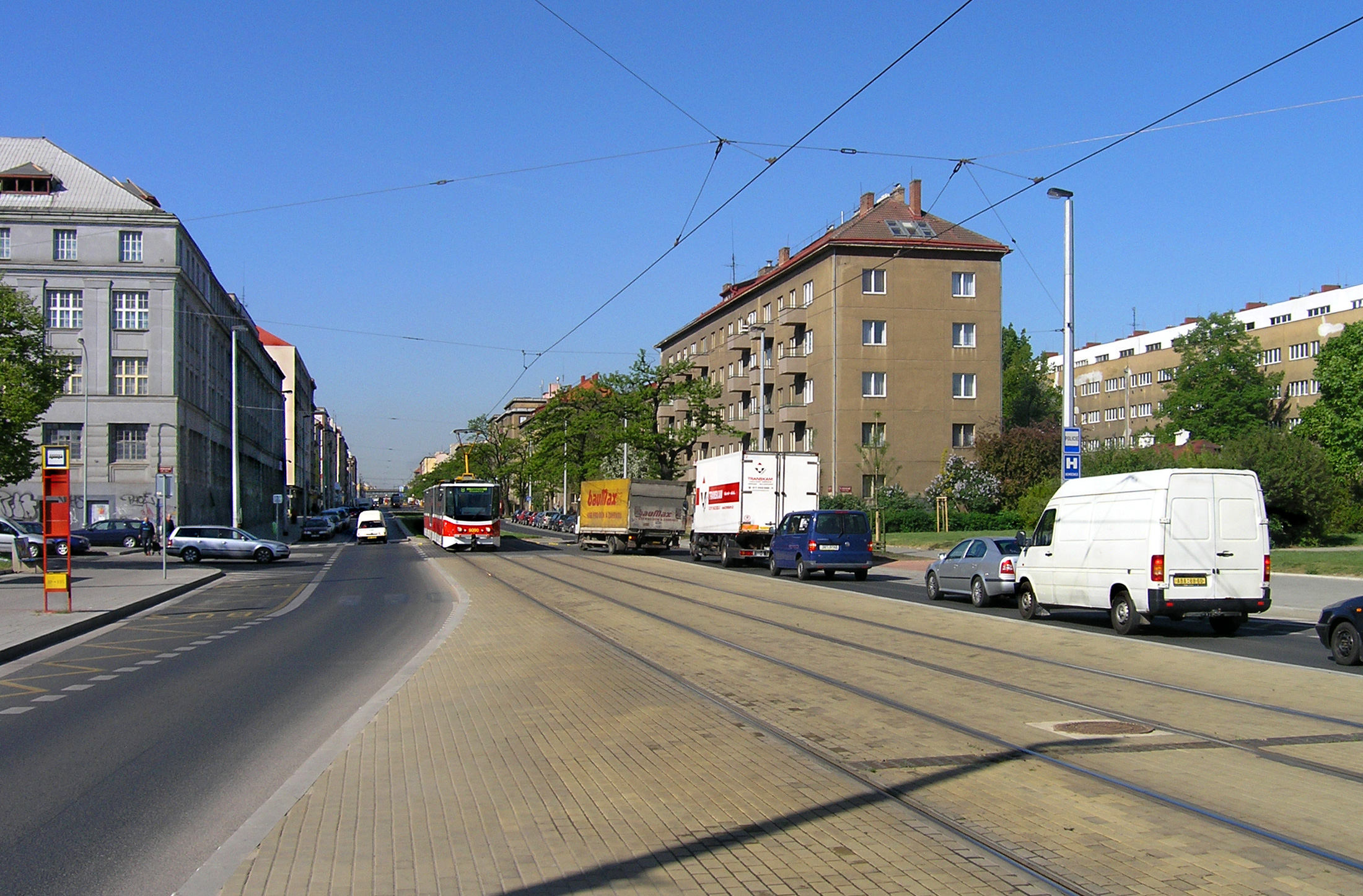
Sokolovská ulice v Praze 9 u Nemocnice Vysočany, vlevo bývalá centrála firmy Julius Meinl (v roce 2023 byla stržena)

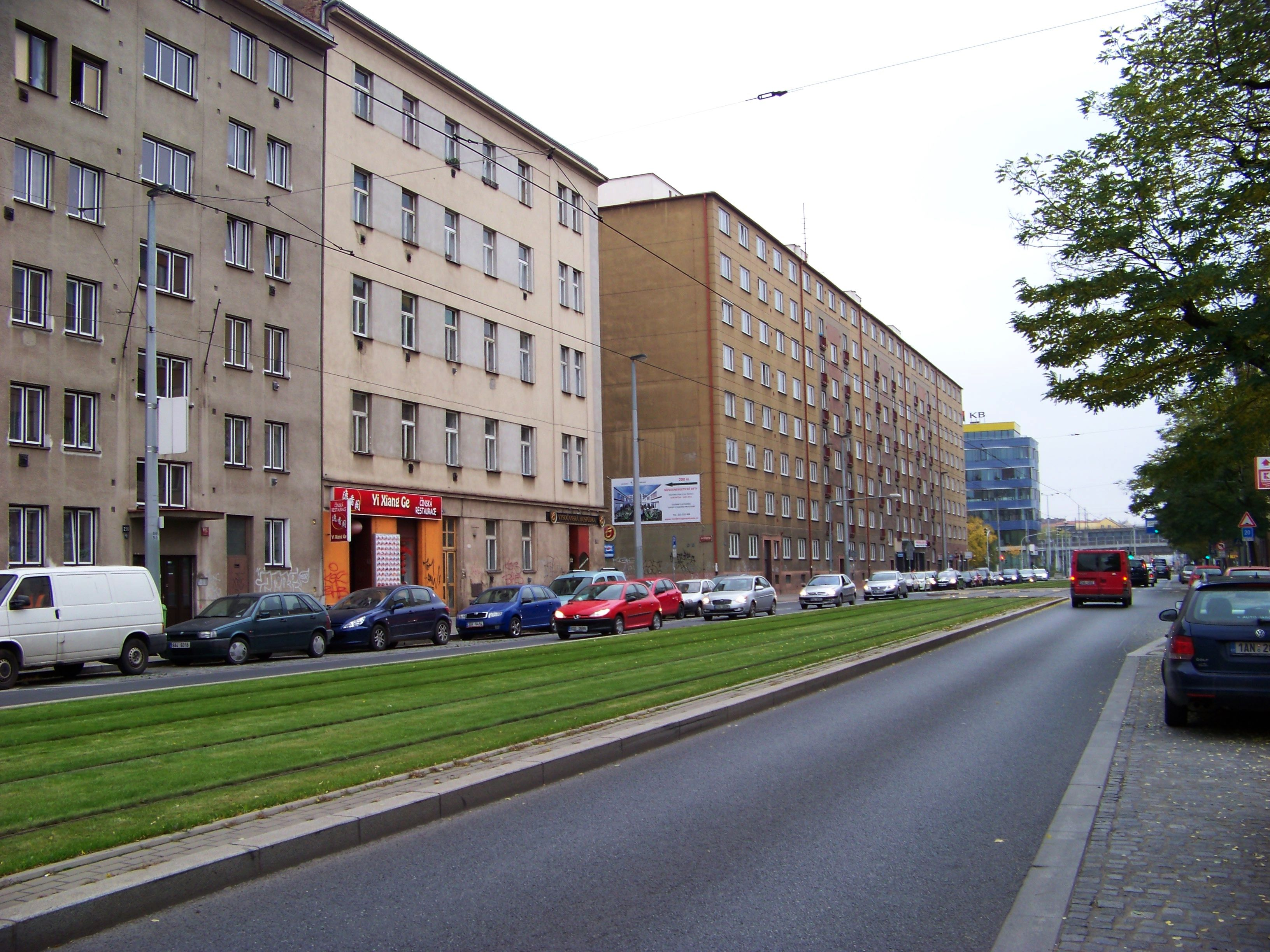
Sokolovská ulice

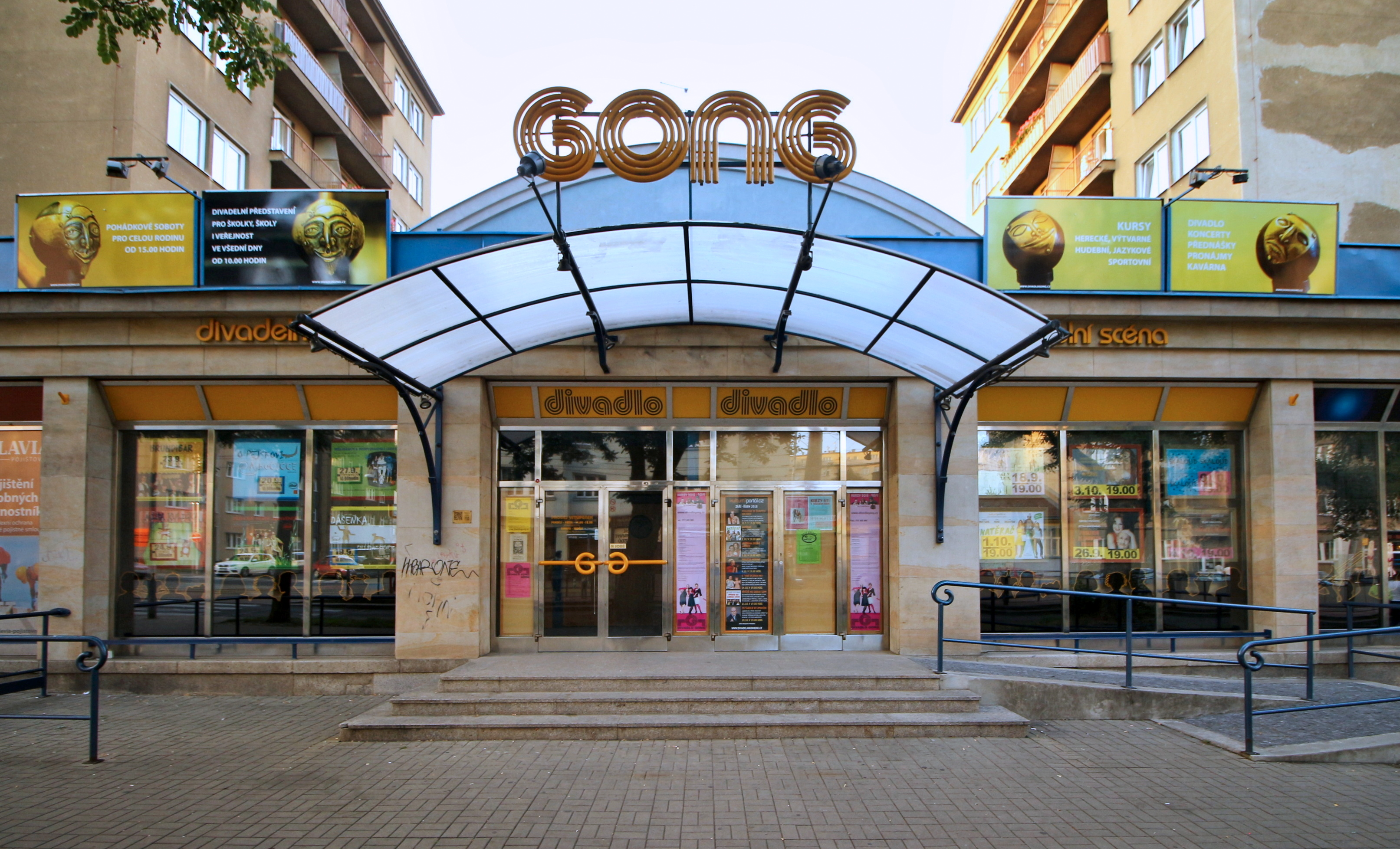
Vstupní část divadla Gong

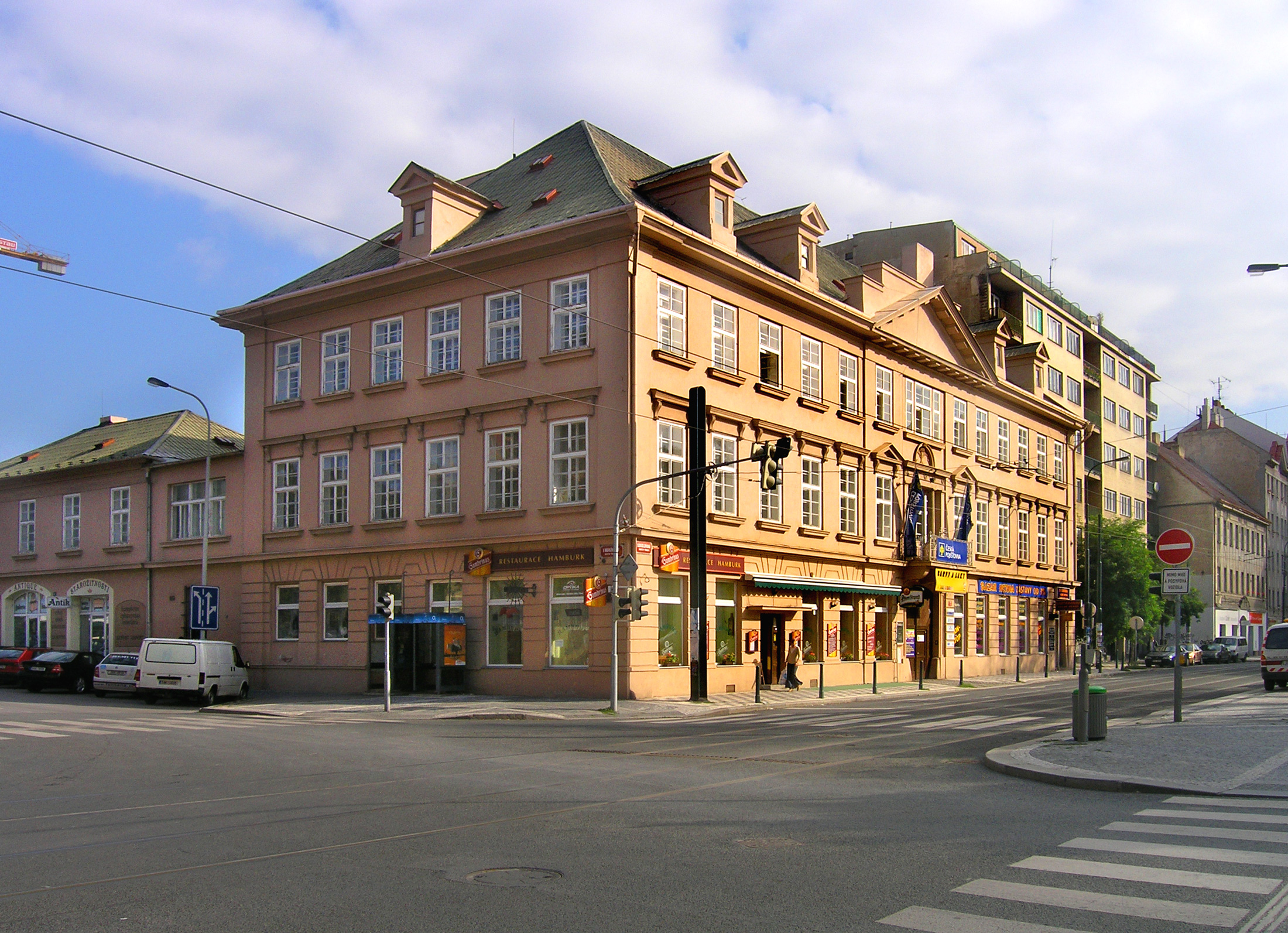
Zájezdní hostinec U města Hamburku

- Ulice byla založena v roce 1817 pod názvem Hlavní, jelikož se jednalo o hlavní komunikaci nově vzniklého Karlína. V roce 1841 byla přejmenována na Královská na počest korunovačního průvodu, který ulicí procházel u příležitosti korunovace rakouského císaře Ferdinanda I. Dobrotivého českým králem v roce 1836.
- Roku 1845 byla k tehdejší Hlavní ulici připojena dnešní libeňská část Sokolovské a roku 1900 i dnešní vysočanská část, do té doby nesoucí název Liberecká silnice.
- V roce 1948 dostala celá ulice dnešní název Sokolovská na počest ukrajinského města Sokolovo, u které se roku 1943 odehrála jedna z bitev druhé světové války, které se účastnila i československá jednotka.

## Zklidnění provozu vKarlínské části
Nově postavená souběžná ulice Rohanské nábřeží, která od centra až do křižovatky s ulicí U Rustonky, převzala většinu provozu na Sokolovské. Z tohoto důvodu v úseku mezi křižovatkami s ulicemi Kaizlovy sady a U Invalidovny automobilový provoz pouze ve směru do centra a mezi křižovatkami s ulicemi U Invalidovny a K Olympiku bez automobilového provozu.

## Významné objekty
V blízkosti Sokolovské ulice se nachází několik stanic linky B metra. Stanice metra, tramvají a autobusů u západního konce ulice nesly až do roku 1990 název Sokolovská, pak byly přejmenovány na Florenc. Nedaleko této stanice ulici překlenuje Negrelliho viadukt, který Sokolovskou ulici kříží. Ulice prochází od Florence a Těšnova centrem Karlína přes Karlínské náměstí směrem ke Kaizlovým sadům u pražské Invalidovny, dále pak kolem Rustonky do Libně na Palmovku a Balabenku. V blízkosti ulice se v Karlíně nacházejí vstupy do stanic metra Křižíkova a Invalidovna.
U části tratě východně od Balabenky se nachází například Kulturní dům Gong a Vysočanská poliklinika. V těchto místech zde překonává Rokytku z levého na pravý břeh. Ulice končí ve Vysočanech na náměstí OSN, v blízkosti stanice metra Vysočanská s nákupním centrem Fénix, nedaleko před tímto místem se nachází i sídelní budova Dopravního podniku hl. m. Prahy a. s. a v docházkové vzdálenosti nádraží Praha-Vysočany.

## Tramvajové tratě a metro
Od 23. září 1875 vedla z Prahy do Karlína (přibližně k dnešní zastávce Urxova) dvojkolejná trať koněspřežné dráhy. 19. března 1896 byl zprovozněn navazující jednokolejný úsek Křižíkovy elektrické dráhy Praha – Libeň – Vysočany od konečné koňky až k Balabence. Protože Královská třída byla již obsazena koňkou, pokračování Křižíkovy elektrické dráhy k Praze zprovozněné 5. září 1896 bylo vedeno souběžnou ulicí (dnes Křižíkova), a ačkoliv trať koňky byla kolem roku 1900 elektrifikována, trať v Křižíkově ulici byla zrušena až 18. září 1927. V roce 1898 byla trať prodloužena z Balabenky k vysočanské lékárně (dnešní náměstí OSN, kde se název Sokolovské ulice nyní mění na Kolbenovu).
Zprovoznění úseku linky B metra 22. listopadu 1990 mezi Florencí a Českomoravskou nakonec neznamenalo zrušení tramvají, ač v předcházejícím desetiletí převládala tendence rušit tramvajové tratě souběžné s metrem. V současné době je elektrická tramvaj vedena v celé délce Sokolovské ulice, pouze v oblasti Palmovky je trať na Sokolovské jen manipulační a tramvajová doprava je odkloněna souběžnou ulicí Na Žertvách. V část ulice východně od Balabenky byl při rekonstrukci kolem roku 2005 tramvajový pás zrekonstruován a zatravněn.
Linka B Pražského metra podchází (kříží) Sokolovskou ulici na dvou místech, jedno z nich se nachází poblíž libeňské křižovatky Balabenka, druhé z nich pak v prostoru bývalé továrny Rustonka mezi Invalidovnou a Palmovkou.

## Bourání a rekonstrukce domů 1977-2005
- Metro: První zásadní etapu bourání Sokolovské ulice vyvolala výstavba stanice metra C Sokolovská, křížení se stanicí metra B a následný projekt náměstí, podle kterého byly v letech 1977-1980 zbořeny tři domy východní fronty ulice a severozápadní výstupy ze stanice metra ponechány s nízkými přístřešky nezastavěné. Obelisk s hodinami vyznačuje nedokončenou úpravu, stejně jako provizorní budova supermarketu, ze které se časem stala budova stálá (nyní Billa). Z původního plánu Metroprojektu na zbourání severní strany Sokolovské třídy až k Negrelliho viaduktu byla naštěstí realizována jen demolice dvou jednopatrových pavlačových domů IV. kategorie, z nichž v čísle 5 býval Gottwaldův sekretariát KSČ (kde se scházeli Karlínští kluci); nyní je proluka zastavěna sklobetonovou konstrukcí průchodního domu se supermarketem Albert a dalšími obchody.
- Stoletá povodeň roku 2002 - velká část ulice až do hloubky Křižíkovy ulice a v délce od Karlína po část Vysočan byla zaplavena povodní; bylo proto nutné strhnout dvorní trakty a přístavby domů, sále byly vypracovány statické posudky na nejstarší podmáčené nepodsklepené domy a následovala rozsáhlá rekonstrukce. Některé domy (například naproti stanici metra Florenc) se po povodni zřítily nebo musely být strženy.

## Významné budovy a místa
Ve směru od Florence k náměstí OSN.
- Muzeum hlavního města Prahy
- stanice metra Florenc
- Negrelliho viadukt
- Karlínské náměstí
- Zájezdní hostinec U města Hamburku - nárožní budova, patří k nejstarším domům první etapy výstavby tohoto předměstí z let 1815-1820, kdy měl mít svou hospodu každý blok domů. Po povodni z roku 2002 musely být kompletně rekonstruovány sklepy i přízemí, které dosud slouží jako restaurace[1]; v interiéru je na stěně značka, kam až sahala voda při povodni, téměř do 3 metrů.
- Karlínská radnice, budovu projektoval architekt Bedřich Münzberger
- bývalá vozovna Karlín (areál sloužil již koněspřežné tramvaji)
- Kaizlovy sady
- Invalidovna
- Rustonka
- stanice metra Invalidovna
- Hotel Olympik
- Palmovka
- Zenklova ulice
- Balabenka
- Divadlo Gong
- bývalá česká centrála firmy Julius Meinl, zbourána v roce 2023
- Nemocnice Vysočany
- potok Rokytka
- Vysočanská radnice
- Dopravní podnik hl. m. Prahy
- stanice metra Vysočanská
- Náměstí Organizace spojených národů
- Nákupní galerie Fénix